# Diizopiramid
Diizopiramid je antiaritmik I.a skupine. 

## Djelovanje
On prvenstveno sprečava ulazaka iona natrija u srčanu stanicu, što dovodi do umjerenog smanjenja podražljivosti, provodljivosti i automatizma te produženja repolarizacijawrepolarizacije. Također, produžuje vrijeme neosjetljivosti srčane stanice na impuls i trajanja akcijskog potencijala. Osim toga sprječava ulazak iona kalcija u srčanu stanicu, što se iskazuje i blokadom kolinergičkih muskarinskih receptora.
Diizopiramid se koristi za liječenje tahiaritmije i fibrilacije atrija, supraventrikulskih i ventrikulskih aritmija te ventrikulskih paroksizmalnih tahikardija. Također važan je u sprječavanju i otklanjanju aritmija poslije infarkta miokarda te u održavanju ritma poslije elektrokonverzije.

## Terapija
Djelotvorna dnevna doza iznosi 400 mg. Međutim, diizopiramid se ne smije koristiti u slučajevima bradikardija, atrioventrikularnog bloka, kongestivnog zatajenja srca, i u stanju šoka. Zatim, potreban je oprez kod glaukoma i retencije mokraće i recidivirajuće infekcije mokraćnih putova. Najozbiljnije nuspojave jesu sniženi krvni tlak i kronično popuštanje srca. Pošto diizopiramid djeluje i kao parasimpatolitik mogu se javiti određeni simptomi slični učincima atropina, poput suhoće sluznice usta, nosa, oka i grla, konstipacije, zamagljenje vida i dr. 